# Liste des personnages des Tuniques bleues
Cette page regroupe les personnages de la série de bande dessinée Les Tuniques bleues.

## Personnages secondaires

### Général Alexander
Le général Arthur Alexander apparait pour la première fois dans l'album no 12 Les Bleus tournent cosaques. Depuis, il revient dans pratiquement chaque album de la série, souvent avec un rôle important. Il organise notamment bon nombre de missions spéciales, en attribuant chaque fois cette mission aux deux "idiots" du régiment, à savoir Blutch et Chesterfield. C'est ainsi qu'il les envoie volontiers au fin fond des lignes ennemies pour réunir des informations capitales (Le David, T.19), ou encore les forcer à se faire capturer par les Confédérés (Les Hommes de paille, T.40).
C'est un personnage très colérique, souvent au bord de la crise de nerfs quand la situation lui échappe. Il peut ainsi prononcer des sanctions disproportionnées, condamnant par exemple à mort Blutch et Chesterfield quand ces derniers échouent dans un plan tortueux concocté par le général sans leur avoir fait part de ses intentions (Les Hommes de paille, T.40), tout en leur pardonnant très rapidement (Les Bleus en cavale, T.41). Néanmoins, il sait être magnanime, et manifeste dans certains albums un très fort attachement pour Blutch ou pour Chesterfield. Ainsi, quand Blutch est sur le point d'être fusillé, il se propose de lui accorder sa grâce, intercédant personnellement en sa faveur (Le David, T.19). Alexander est donc relativement ambivalent, mais s'avère avant tout intéressé par sa propre carrière, quitte à sacrifier pour cela des hommes à qui il confie des missions spéciales (Puppet Blues, T.39). Il reste un général solide et efficace, capable de prendre les bonnes décisions, et sait quelle est la véritable valeur de ses subalternes, ce qui explique sans doute pourquoi il peut lui arriver de confier à Blutch des missions périlleuses (Qui veut la peau du général ?, T.42).

### Amélie Appeltown
Amélie est la fille du colonel Appeltown, commandant le Fort Bow. Elle est sans doute orpheline de mère, bien que rien ne puisse le certifier, et vit auprès de son père. C'est dans l'album no 24, Baby blue, qu'on reçoit quelques explications sur le fait qu'elle vive avec son père dans un fort militaire : celui-ci aurait peur de la solitude, comme c'est quelquefois le cas chez les personnes âgées.
Elle a un frère ainé prénommé Georges, jeune lieutenant qui souhaite se lancer dans la politique une fois la guerre terminée. Georges Appeltown se fiancera avec Abigail Stilman, la sœur du capitaine Stilman.
C'est une fort séduisante jeune fille aux cheveux blonds (noirs dans les premières aventures) et yeux bleus. Dans l'album no 14, Le Blanc-bec, elle fête ses vingt ans.
Amélie Appeltown est le grand amour du Sergent Chesterfield. Si cet amour n'est pas partagé au début de la série, leur relation va (très lentement) évoluer, mais restera platonique ; le colonel Appeltown, qui exècre Chesterfield, veille au grain ! Dans l'album no 43, Des Bleus et du blues, en l'absence de son père, Amélie s'éclipsera d'un bal d'officiers, préférant les hommes de la troupe, et demandera au sergent de l'inviter danser. Ce dernier n'hésitera pas à boxer quiconque complimentera en sa présence la beauté de sa bien-aimée. Et il aura bien à faire, car elle ne laisse pas les hommes indifférents, à en croire les regards de Blutch, Tripps, Bryan et Plume d'Argent à la planche 3 de l'album no 49 Mariage à Fort Bow.
Apparitions
- Un Chariot dans l'ouest, T.1
- Les Déserteurs, T.5
- La Grande Patrouille, T.9
- Le Blanc-bec, T.14 :
- El Padre, T.17
- Baby blue, T.24
- En avant l’amnésique, T.29
- Captain Nepel, T.35
- Des Bleus et du blues, T.43
- Mariage à Fort Bow, T.49
- Indien, mon frère, T.55
- Carte blanche pour un bleu, T.60

### Colonel Appeltown
Le commandant Appeltown, plus tard dans la série colonel Appeltown, est un vieil homme respecté, qui passe sa vie dans la série à combattre les tribus indiennes dans le sud des États-Unis, cherchant à mettre fin aux guerres indiennes sévissant dans sa région. Il s'opposera notamment aux Comanches. On ignore quel a été le cursus militaire de ce personnage, et s'il a toujours passé sa vie à combattre les Indiens. Dans la série, il est le commandant d'un poste militaire avancé dans le territoire indien, Fort Bow. Sage et avisé, il essaie de pacifier la région, non pas en envoyant ses troupes guerroyer contre les Indiens, mais en développant les échanges culturels et économiques. C'est ainsi que, dans le 35e album, Captain Nepel, on aperçoit un camp très cosmopolite, où les Indiens vont et viennent librement à l'intérieur, et où des immigrés chinois et noirs travaillent librement, chacun participant à la vie du camp. Cette paix est toutefois très fragile, et il suffit d'un rien pour que les hostilités s'ouvrent à nous, comme l'illustre le 49e album de la série, Mariage à Fort Bow.
On peut situer l'emplacement de Fort Bow quelque part au Nouveau-Mexique. En effet, la guerre indienne se déroule lors de la guerre de Sécession, et sous l'influence de criminels mexicains, ce qu'on aperçoit dans l'album Outlaw. Appeltown est donc visiblement en conflit contre la tribu des Navajos, même si l'album mentionne parfois des tribus comanches, qui vivent également en partie dans la région du Nouveau-Mexique.
On ignore quand est né Appeltown, ni son âge. Il se dessine néanmoins de ce personnage un portrait flatteur. La plupart du temps, en effet, l'album est assez critique vis-à-vis des officiers, les ridiculisant volontiers. Le commandant Appeltown est, au contraire, rarement critiqué par les auteurs. 
Il a une fille qui vit avec lui à Fort Bow, Amélie Appeltown. Il y veille comme à la prunelle de ses yeux, et c'est dans l'album Baby blue qu'on reçoit quelques explications sur le fait que sa fille vive avec lui dans un fort militaire. Bien que rien ne puisse le certifier, il semblerait qu'Appeltown ait perdu sa femme, probablement décédée, et qu'il ait, comme c'est quelquefois le cas chez les personnes âgées, peur de la solitude, ce qui explique pourquoi il vit avec sa fille. Il a également un fils prénommé Georges, jeune lieutenant qui souhaite se lancer dans la politique une fois la guerre terminée. Georges Appeltown se fiancera avec Abigail Stilman, la sœur du capitaine Stilman.
Il y a plusieurs choses qu'Appeltown déteste. Parmi celles-ci, on peut notamment citer le caporal Blutch et le sergent Chesterfield. Ceux-ci ont travaillé pendant un temps sous les ordres d'Appeltown, qui a vite fini par comprendre qui était réellement Chesterfield, et ce dont il était capable... Depuis, il tremble de peur à chaque fois que ceux-ci reviennent les voir lors de leurs permissions, Chesterfield étant malencontreusement fou amoureux de sa fille. Un amour visiblement impossible, car on voit mal comment le Colonel pourrait accorder son consentement à un homme qu'il considère être une catastrophe ambulante, et dont l'arrivée à Fort Bow est toujours synonyme d'ennuis. Dès le 14e album, Le Blanc-bec, la seule vision de Chesterfield suffit à Appeltown pour le comparer à un « cauchemar ».
Apparitions
- Un Chariot dans l'ouest, T.1 : Appeltown est présent dès le début de l'aventure, et déteste déjà Chesterfield. Il lui confie ainsi une mission suicidaire consistant à convoyer un chariot de munitions jusqu'à un fort attaqué par les Indiens. Comme bien souvent, Appeltown finira par être relativement insatisfait des résultats obtenus par le sergent.
- Du Nord au Sud, T.2: Appeltown n'est présent qu'à la fin en tout petit.
- Les Déserteurs, T.5 : Appeltown ne sera guère présent dans cet album, vu qu'il quitte le fort en donnant le commandement à un capitaine qui provoquera de nombreux problèmes. Il revient à la fin de l'album pour sauver in extremis son suppléant.
- La Grande Patrouille, T.9 : dans cette série de petites histoires, Chesterfield s'attire les foudres d'Appeltown, en multipliant les erreurs et les bêtises à son encontre.
- Des Bleus et des tuniques, T.10 : même constat que précédemment. Appeltown multiplie les patrouilles de Chesterfield, estimant que, plus il sera éloigné du fort, plus ce dernier coulera de jours paisibles. C'est avec regret qu'il confie à Chesterfield des missions importantes, réalisant à chaque fois que Chesterfield a réussi à faire encore pire que ce que le commandant craignait...
- Le Blanc-bec, T.14 : Appeltown organise ici une fête, mais voit ses projets mis à mal par l'arrivée inopinée de Chesterfield et de Blutch. On s'aperçoit notamment qu'Appeltown a un fils, et qu'il semble accorder à Chesterfield une force presque surnaturelle, un talent inné pour provoquer des désastres. Il sera dans cet album placé dans un problème épineux, son fils ayant tiré sur le fils d'un puissant chef indien, menaçant de déclencher une guerre...
- El Padre, T.17 : présence anecdotique du personnage à la fin de l'album. On apprend en effet durant l'album que sa fille a été capturée par des criminels mexicains, exigeant des armes et des munitions. On voit en filigrane le côté intransigeant et froid du colonel, qui était prêt à sacrifier sa fille plutôt que de ternir l'honneur de l'armée nordiste en pactisant avec des criminels. C'est également l'un des seuls moments où Chesterfield fait preuve à son égard de désobéissance et d'irrespect.
- Baby blue, T.24 : Le sergent Chesterfield et le caporal Blutch trouvent un bébé abandonné. Ils le confient donc à sa fille, Amélie.
- En avant l’amnésique, T.29 :
- Captain Nepel, T.35 : Alors que la colonel est malade, Nepel va semer le désordre en déclenchant un conflit avec les indiens, le blanchisseur et le cuisinier.
- Mariage à Fort Bow, T.49 :
- Indien, mon frère, T.55
- Carte blanche pour un bleu, T.60

### Lieutenant Appeltown
de son vrai nom Georges Appeltown, il est le fils du colonel Appeltown, commandant le Fort Bow et frère aîné d'Amélie Appeltown. Doté d'un physique avenant, il est tout d'abords perçu comme un rival par Chesterfield.
On apprend dans Le Blanc-bec qu'il souhaite se lancer dans la politique après la guerre.
Dans l'album Des Bleus et du blues, il se fiance avec Abigaïl Stilman, la sœur de Stephen Stilman.
Apparitions
- Le Blanc-bec : première apparition, lors des 20 ans d'Amélie.
- Des Bleus et du blues : il est le nouveau serviteur du général Grant.

### Arabesque
Pour les articles homonymes, voir Arabesque.
Arabesque est la jument du caporal Blutch. Elle est de couleur gris pommelé avec les crins blancs. Le caporal Blutch a découvert qu'elle s'écroule à chaque charge de cavalerie lorsqu'elle entend le mot « Chargez ! », afin d'échapper au combat. Blutch explique qu'Arabesque a un souffle cardiaque qui la fatigue et l'oblige à s'écrouler tous les dix mètres. Mais les autres soldats expliquent que Blutch a dressé Arabesque à simuler le malaise.
Dans l'album Arabesque, l'histoire La Genèse d'Arabesque raconte que son ancien nom était Flo. Le reste du troupeau de son maître est mort lors d'un combat.
Apparitions
- Les Cavaliers du ciel, #8 : Blutch charge ici avec un cheval qui s'écroule dès le début de la bataille. Sans que son nom soit expressément cité, c'est ici une prémisse du cheval d'Arabesque. En effet, les premiers albums postérieurs ne reprendront pas l'idée.
- Le Blanc-bec, #14 : première mention officielle du nom du cheval. En effet, dans cet album, Arabesque est utilisée provisoirement par le lieutenant Georges Appeltown, et fait mine de s'écrouler au début d'une charge.
- Les Bleus en folie, #32
- Le 48e album de la série lui est entièrement consacré : Arabesque[2].

### Bryan
Soldat de l'U.S. Army, Bryan est avec Tripps et Plume d'Argent, un des principaux amis du caporal Blutch et du sergent Chesterfield. Il forme un duo avec le soldat Tripps, qui est son meilleur ami. Il fait aussi équipe avec l'éclaireur de Fort Bow Plume d'Argent. Bryan est affecté à Fort Bow avec Tripps et vit ainsi donc les premières aventures du sergent Chesterfield et du Caporal Blutch. On sait aussi que Bryan a fréquenté le même centre de formation pour devenir cavalier que Chesterfield et Blutch.

### Cancrelat
Pour les articles homonymes, voir Cancrelat (homonymie).
Cancrelat est un surnom. Le véritable nom du personnage n'est pas connu. Il est probable qu'il porte un tel surnom en raison de son visage repoussant et de son caractère exécrable. Irascible, rancunier, et sadique, il est le seul véritable antagoniste sudiste récurrent des deux personnages principaux de l'aventure.
Apparitions
- La prison de Robertsonville, T.6 : première apparition du personnage. Cancrelat est l'un des gardiens de la prison, le plus cruel et le plus tyrannique. Prenant plaisir à voir les prisonniers s'effondrer devant lui, il n'hésite pas à essayer de tuer les fortes têtes, et s'affirme très rapidement comme l'un des plus hargneux adversaires de Blutch et Chesterfield.
- Le David, T.19 : apparition anecdotique du personnage, qui a monté en grade, et supervise dans l'arrière-pays les opérations civiles destinées au ravitaillement des militaires. Il semble traiter les ouvriers comme les prisonniers de Robertsonville, et n'a manifestement pas oublié Blutch et Chesterfield, les reconnaissant instantanément. Ce "retour" reste cependant passager et très bref.
- Drummer boy, T.31 : afin de sauver un adolescent, Blutch part de sa propre initiative à la rencontre d'un sergent sudiste, vêtu d'une tenue de cantinier, il se faufile dans le camp ennemi mais rencontre une nouvelle fois Cancrelat qui le reconnait, ce dernier affirme à son supérieur que Blutch est un espion nordiste. Il est enfermé dans une grange en attendant d’être interrogé.
- Les Bleus en folie, T.32 : Chesterfield et Blutch s'infiltrent dans un asile de fous pour militaires afin de libérer Barnaby, le fils d'un soldat, sosie de Blutch. Même si les internés sont majoritairement des nordistes, l'apparition de Cancrelat montre que des sudistes peuvent y être internés.
- La Traque, T.50 : sans que cela soit expliqué, le personnage a apparemment retrouvé toute sa raison et est retourné au front. Alors qu'il participe à la traque de déserteurs sudistes après la bataille du début de l'album, il fait prisonnier Blutch et Chesterfield et les emmène (à nouveau) à Robertsonville avec d'autres prisonniers nordistes.
- Miss Walker, T.54 : Miss Walker, chirurgienne du régiment, est envoyée secourir des soldats blessés sur le front en se faisant escorter par Blutch et Chesterfield, ils sont capturés par une patrouille sudiste et transférés vers un bivouac. Arrivés sur place, ils sont accueillis par Cancrelat qui souhaite en terminer avec eux, mais son major prépare une offensive et ne veut pas de problème, toutefois, il autorise Cancrelat à les surveiller.
- Les bleus se mettent au vert T.58 : afin de lutter contre le scorbut, Chesterfield et Blutch sont missionnés pour aller chercher des fruits et légumes à l'arrière des lignes. En prospectant dans une exploitation agricole, ils rencontrent Cancrelat récoltant des pommes.
- Les Quatre Évangélistes T.59 : Dans une mission de sabotage sous déguisement, Chesterfield (endossant le rôle d'un pasteur) et Blutch (dans le rôle d'un handicapé mental) rencontrent Cancrelat, qui s'emploie à les faire échouer.
- Carte blanche pour un bleu T.60 : Quand le sergent Chesterfield est en fauteuil roulant, le caporal Blutch tente de le réanimer en le mettant avec Cancrelat dans la prison. Cancrelat tente alors de s'évader mais échoue.
- Sallie T.62 : Chesterfield est chargé de capturer un rebelle et, avec l'aide de Blutch et du chien Sallie, il fait un prisonnier ; ils constatent ensuite que celui-ci n'est autre que Cancrelat.

### Barnaby Nutcracker
C'est le fils de Jonas Nutcracker et il a la particularité d'être le sosie de Blutch.
Il vivait dans la ferme de ses parents en Pennsylvanie quand un officier recruteur l'a convaincu de s'engager dans l'armée et devient donc artilleur.
À la Bataille de Fair Oaks, il échappe à la mort lors de l'explosion des réserves de poudre près de lui mais se retrouve complètement sonné. Ne prononçant plus que le mot « Yessir », il se retrouve interné dans un asile, mutilé, ne reconnaissant plus son père qui s'est volontairement engagé afin d'avoir l'autorisation de le voir.
Il apparait dans l'album 32 Les Bleus en folie.

### Jonas Nutcracker
Jonas Nutcracker est le père de Barnaby Nutcracker. Avant de s'engager dans l'armée, il était fermier en Pennsylvanie.
Son fils se retrouvant interné à la suite de l'explosion des réserves de poudre d'où il ressort mutilé et complètement sonné, ne reconnaissant plus son père et ne prononçant plus que le mot " Yessir", il s'engage alors volontairement dans l'armée afin d'avoir l'autorisation de le voir. Il croit reconnaitre en Blutch son fils, qui lui ressemble comme deux gouttes d'eau (à la différence que Barnaby a une énorme cicatrice sur le torse).
Il apparait dans l'album 32 Les Bleus en folie. 

### Plume d'Argent
Plume d'Argent est un éclaireur indien de la tribu des Pueblos. Il est basé à Fort Bow, sous les ordres du colonel Appeltown. Selon les albums, il porte parfois le grade de caporal.

### Capitaine Stark
Le capitaine Ambrose Stark est le fils d'un couturier. Sans passion pour le travail de son père, il l'aide pourtant à contrecœur. Il se forme à l'Académie militaire de West Point et ressort 22e de sa promotion. À la suite d'une guerre qui l'écœura, il quitta l'armée avec le grade de lieutenant et reprit le travail chez son père. Lors d'une visite d'un officier venant faire raccommoder son uniforme, ce dernier remarque Stark et le convainc de se réengager dans l'armée. Il atterrit dans le 22e de cavalerie avec son ancien grade et son ancien ami, le caporal Frank Sloan. Depuis une bataille où Stark a reçu des éclats d'obus dans la tête, il est légèrement « sonné » et n'a plus qu'un mot en tête : « Chargez ! ». C'est à partir de ce jour que son régiment est surnommé : « le régiment suicide », les actions de Stark sont comprises comme des actes héroïques et il fut nommé capitaine. Le capitaine Stark combat tout le temps jusqu'à la fin et s'en sort toujours (grièvement blessé), ainsi que le sergent Chesterfield et le caporal Blutch.
Apparitions
- Du Nord au Sud, T.2 : première apparition du capitaine Stark. Dès le début de la série, les auteurs ont insisté sur le côté suicidaire du personnage. Stark multiplie en effet les charges, massacrant tout son régiment sans être particulièrement ému. Il fait déjà preuve dans cet épisode d'une incroyable chance, réussissant toujours à revenir en vie et sans aucune blessure. Toutefois, Stark est dans cet épisode bien moins obtus que dans les autres albums : alors qu'il passe dans les derniers albums tout son temps à cheval, il évolue ici à pied sans aucun problème. Stark est également un personnage prudent et alerte, comme le montre le trou qu'il a creusé sous sa propre tente pour échapper aux bombardements.
- Les Bleus dans la marine, T.7 : retour du capitaine Stark. Le personnage semble s'être remis de ses blessures dans le deuxième album, mais est toujours aussi exalté, multipliant les charges suicidaires. Stark s'adresse toutefois aux fantassins, et est même capable de surprendre Blutch lorsque ce dernier fait mine d'être mort pour éviter d'avoir à se battre.
- Les Cavaliers du ciel, T.8 : Stark semble s'imposer comme étant un personnage récurrent, puisqu'il est utilisé dès le tome suivant son retour. Dans cet album, Stark voit sa légendaire chance s'effriter un peu, puisqu'il est capturé par les soldats ennemis... Tout du moins, on se demande qui est le plus malchanceux des deux : Stark, ou les Sudistes, qui ne savent pas à quel prisonnier ils ont affaire. Plusieurs pétitions seront même passées dans le campement en faveur de l'abandon de Stark, aussi dangereux emprisonné que libre.
- Des Bleus en noir et blanc, T.11 : Stark multiplie dans cet album les charges héroïques, et fait preuve d'un certain intérêt pour la gloire en faisant croire qu'il est à l'origine d'une charge qui a réussi à repousser les Sudistes, alors que ce n'était pas le cas. Le côté exacerbé du personnage commence à se dessiner. Quand il n'est pas sur un cheval, Stark déprime.
- Les Bleus tournent cosaques, T.12 : dans ce nouvel album, Stark multiplie les charges suicidaires et connait une profonde déprime quand l'une de ses charges se transforme en parade, et provoque le ravissement de ses ennemis. Totalement désemparé, il s'effondre en larmes en revenant au campement.
- Les Bleus dans la gadoue, T.13 : on constate dans cet album que la détermination de Stark à charger a quelques limites. Stark refuse en effet de charger quand la boue empêche les chevaux d'avancer normalement... C'est aussi dans cet album que Stark parvient à sauver Chesterfield d'une situation bien délicate.
- Le Blanc-bec, T.14 : brève apparition de Stark dans cet album, où on peut observer sa méthode de préparation à la charge, consistant à utiliser un chronomètre entre les différentes pauses afin de ne pas perdre une seule seconde pour charger.
- Rumberley, T.15 : dans cet album, Stark passe la plupart de son temps dans le coma. Sa détermination est grande ici, puisqu'il n'hésite pas à combattre les Sudistes, même en étant blessé. L'album montre une facette inattendue de Stark, son côté humain. Il en arrive en effet à pactiser avec les Sudistes, à devenir amis avec eux, et à charger les Nordistes qui viennent détruire Rumberley.
- Bronco Benny, T.16 : apparition anecdotique du personnage, qui fait une crise nerveuse en voyant que les nouveaux chevaux promus sont une bande de chameaux et d'ânes.
- Black Face, T.20 : apparition anecdotique du personnage, qui manque être enseveli vivant par des fossoyeurs au début de l'album.
- Drummer Boy, T.31 : Dans cet épisode, Stark invective Chesterfield lorsqu'il le voit à pied (pour surveiller le jeune Pucky) et le force à remonter à cheval. Lors de la désastreuse bataille qui s'ensuit, il renonce à engager son régiment lorsque les Sudistes mettent le feu à la prairie devant eux. Chesterfield dit à cette occasion que si "face à l'ennemi il se ferait tuer sur place, face aux flammes il n'hésite pas."
- Les Bleus en Folie, T.32 : On le voit au début de l'album revenant vers le camp après une énième charge de cavalerie à la tête du 22e de cavalerie.
- Les Hommes de paille, T.40
- Les Bleus en cavale, T.41
- Qui veut la peau du général ?, T.42 : dans cet album, on voit que le capitaine Stark tombe amoureux de la sœur du capitaine Stilman (qui lui-même le prend très mal).
- Des Bleus et du blues, T.43 : il resauve Abigaïl Stillman, mais elle se fiance finalement avec Georges Appeltown.
- Stark sous toutes les coutures, T.51 : dans cet épisode, le caporal Blutch et le sergent Chesterfield font connaissance avec l'ami d'enfance du capitaine Stark. Comme ce dernier a perdu la mémoire, Blutch et Chesterfield aident Stark à la retrouver. À la suite d'une trépanation, Stark reconnait enfin son ami et se met à coudre tout ce qui lui tombe sous la main, un autre problème se pose (séquelles de l'opération): il a peur des chevaux. Cependant son ami réussi à le convaincre de monter sur un cheval, cependant un obus éclate prêt de lui. Après être tombé il remonte sur son cheval et se remet à charger  comme avant. Son ami laisse tomber en espérant qu'il retrouvera la mémoire un jour ou l'autre.

### Stephen Stilman
Le capitaine Stephen Stilman' est un ancien sudiste qui a choisi de s'engager dans l'armée nordiste. Ses collègues considèrent toutefois qu'il leur a été envoyé par le Sud en guise de cadeau plutôt que par acte volontaire. En effet, Stilman se définit avant tout comme un capitaine des plus incompétents. Totalement inactif, il passe l'essentiel des albums assis dans le bureau de l'état-major à siroter un jus de fruits avec une paille. Tous ses amis le prennent pour un officier inapte, son inattention pouvant parfois poser problème. Le général Alexander est ainsi souvent contraint de lui répéter à de multiples reprises des plans cruciaux, en sachant que Stilman n'a rien écouté, comme il le fait dans l'album Drummer boy. C'est un personnage cynique, qui énonce de manière brutale la triste réalité de la guerre. Les soldats sont des personnes que l'on peut sacrifier, car ils sont une main-d'œuvre facilement remplaçable, ce qui n'est pas le cas des officiers, qui ont suivi de hautes études, notamment à West Point. Stilman énonce tout cela crûment dès sa première apparition, dans l'album Rumberley.
La plupart du temps, il reste un personnage secondaire, peu développé par les auteurs. Ce sont les albums Qui veut la peau du général ? et Des Bleus et du blues qui creusent un peu plus la personnalité et la vie du personnage de Stilman. L'une des seules choses au monde qui est capable de faire sortir Stilman de ses gonds, à tel point qu'il devient totalement hystérique, est sa sœur.
Sinon, il fait preuve d'un calme olympien, exposant ses vues tranquillement, même quand les autres membres de l'état major sont à bout de nerfs.
A priori, l'attitude cynique de Stilman semble en faire un ennemi de choix des soldats. En réalité, et à bien des reprises, il parviendra à sauver le sergent Chesterfield et le caporal Blutch de situations très délicates pour eux, comme dans l'album Black Face. Il fait preuve également d'une grande intelligence, comme il le démontre dans l'album Les Bleus en cavale en parvenant à démasquer Blutch et Chesterfield parmi une troupe de figurants, même s'il lui est arrivé d'agir de façon incompétente car trop empressée, notamment dans l'album Bronco Benny lorsque, à la fin, il fait engager le combat par ses troupes sans laisser le temps au général Alexander de le prévenir que les chevaux pris aux sudistes par Blutch et Chesterfield pour compléter les rangs de la cavalerie sont en fait des chevaux mutilés, incapables de charger, provoquant ainsi une défaite catastrophique pour les nordistes. 
Il ressemble en définitive à un personnage désabusé, d'une lucidité redoutable, qui ne se fait aucune illusion sur cette guerre ; il sait pertinemment que, derrière les faux-semblants, cette guerre n'est qu'une lutte de pouvoirs entre dirigeants, pour qui la carrière personnelle compte plus que la vie de soldats. Loin donc d'être dénué de tout sens moral, Stilman fait plutôt preuve d'une ironie froide et glaciale, et n'est jamais inquiet pour son propre sort, car il sait qu'on ne tue pas les officiers.
Ce personnage est la caricature de l'humoriste belge Stéphane Steeman, ami des auteurs de la bande dessinée.
Apparitions
- Rumberley, T.15 : première apparition du capitaine Stilman, qui s'impose rapidement comme un personnage cynique et incompétent, exaspérant ses collègues en affirmant tout haut ce qu'ils pensent tout bas.
- Bronco Benny, T.16 : c'est notamment dans cet album qu'on apprend l'origine sudiste de Stilman. L'un des officiers d'Alexander évoque alors la possibilité que Stilman soit en réalité un « cadeau » des Sudistes vis-à-vis des Nordistes. Inefficace et cynique, Stilman aura néanmoins dans cet album l'idée de donner le salaire des soldats après les batailles, estimant que l'on pourra ainsi faire des économies.
- Le David, T.19 : cet album peut donner  lieu à une double interprétation du personnage de Stilman. En effet, il est au début de l'album provoqué par Blutch, qui lui reproche d'être un officier incompétent et lâche, préférant boire que s'occuper du combat. À la fin de l'album, il se trompe sur les récompenses octroyées à Blutch et à Chesterfield. On peut toutefois se demander s'il s'est réellement trompé ou si cela n'était pas volontaire, afin de se venger de Blutch ?
- Black Face, T.20 : dans cet album, Stilman sauve la vie de Blutch et de Chesterfield en refusant de prêter son soutien à leur exécution. Derrière les apparences, Stilman est en réalité loin d'être un simple soldat inattentif qui passe son temps à boire. Il parvient en effet à raisonner Alexander en sauvant Blutch et Chesterfield de l'exécution.
- Les Cousins d'en face, T.23 / Stilman réapparaît
- Drummer boy, T.31 : Stilman montre son intelligence en expliquant aux autres membres de l'état-major comment  Pucky les a trahis. Cependant, il se montre toujours inattentif aux plans de bataille
- Les Planqués, T.38 : ici, Stilman apparaît au début de l'histoire, où il refuse de prendre le commandement d'un peloton. Est-ce par lâcheté ? Non, car il dit : « j'aurais pris volontiers le commandement d'un ou deux régiments » ; de plus, personne ne souhaite prendre ce commandement, sauf... le sergent Chesterfield.
- Les Hommes de paille, T.40 : ici, Stilman montre son ingéniosité en trouvant comment faire pour que Chesterfield et Blutch soient prisonniers des sudistes. À la fin de l'album, il explique que le général Alexander ne peut se passer de Blutch et Chesterfield, ce qui explique les moyens lancés à leur poursuite pour les retrouver.
- Les Bleus en cavale, T.41
- Qui veut la peau du général ?, T.42 : dans cet album, toute l'intrigue tourne autour de lui : il est chargé par les Sudistes, malgré lui, de faire tuer le général Grant, sinon quoi ces derniers tueront sa sœur Abigail, première personne de sa famille et seule connue jusqu'ici... Elle tombera amoureuse de Stark, son sauveur.
- Des Bleus et du blues, T.43 : dans cet album, on voit Stilman s'énerver pour la première fois à cause de sa sœur, amoureuse du capitaine Stark
- Émeutes à New York, T.45
- L'oreille de Lincoln
- L'Envoyé spécial, T.65 : dans ce tome, il confie au sergent Cornélius Chesterfield et au caporal Blutch d'assister M.Russel, journaliste du Times.

### Tripps
Tripps est, avec Bryan et Plume d'Argent, un des principaux amis du Caporal Blutch et du Sergent Chesterfield. Il forme un duo avec le soldat Bryan qui est son meilleur ami. Il fait aussi équipe avec l'éclaireur de Fort Bow Plume d'Argent. Tripps est affecté à Fort Bow avec Bryan et vit ainsi donc les premières aventures du sergent Chesterfield et du Caporal Blutch. On sait aussi que Tripps a fréquenté le même centre de formation pour devenir cavalier que le Sergent Chesterfield et Blutch. 
Tripps est un personnage de taille moyenne qui se caractérise par ses dents de lapin. Plutôt paresseux, il sait faire preuve d'une grande intelligence pour ruser face aux indiens.
Apparitions
- Tome 1 : Un chariot dans l'Ouest
- Tome 2 : Du Nord au Sud
- Tome 9 : La Grande Patrouille
- Tome 10 : Des Bleus et des tuniques
- Tome 14 : Le Blanc-bec
- Tome 18 : Blue rétro
- Tome 24 : Baby blue
- Tome 35 : Captain Nepel
- Tome 49 : Mariage à Fort Bow
- Tome 55 : Indien, mon frère
- Tome 60 : Carte blanche pour un bleu
- Tome 65 : L'envoyé spécial